# Txagra de coroneta negra

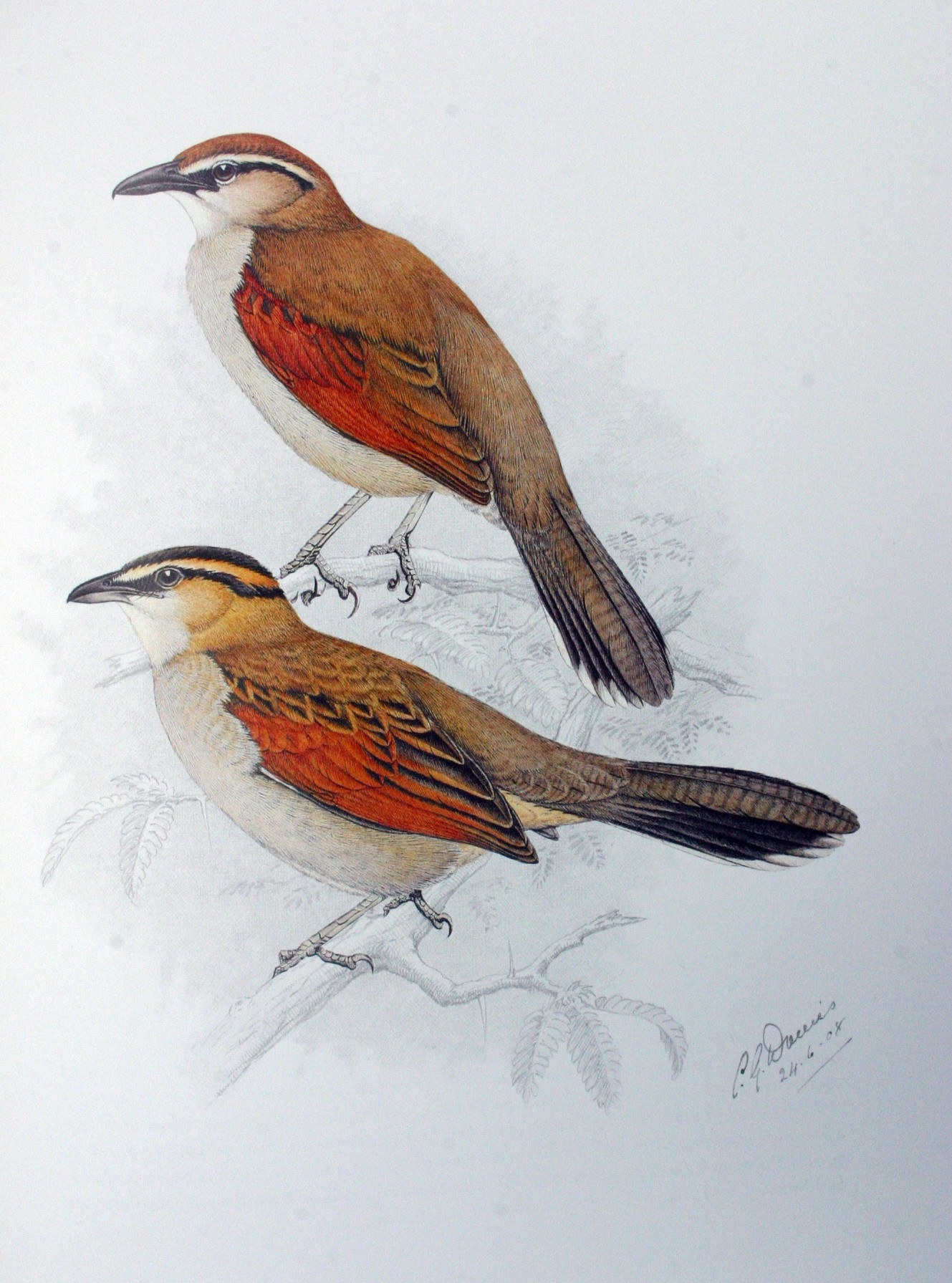
Tchagra australis (a dalt) i Tchagra senegalaadult mascles

La txagra de coroneta negra (Tchagra senegalus) és una espècie d'ocell membre de la família Malaconotidae que es distribueix per la Península Aràbiga i la major part d'Àfrica en àrees de matoll, boscos dispersos i cultius.

## Identificació
Inconfusible mesura 19-22 cm de longitud, cua llarga, cos grisenc excepte les ales vermelloses i el cap negre amb una ampla llista supraciliar blanca.

## Comportament
Les ocells posen dos o tres ous intensament clapejats en un niu en copa en un arbust. Tots dos membres de la parella incuben, però sobretot la femella, durant 12-15 dies. Els pollastres volen després de dues setmanes en el niu.
Cacen insectes i petits vertebrats des d'un penjador en un arbust o arbre.